# Sayed Baqer
Sayed Mahdi Baqer Jaafar Mahdi Naser (arab. سيد مهدي باقر; ur. 14 kwietnia 1994 w Manamie) – bahrajński piłkarz grający na pozycji obrońcy. Od 2018 jest zawodnikiem klubu Al-Nasr Ardiya.

## Kariera piłkarska
Swoją karierę piłkarską Baqer rozpoczął w klubie Al-Ahli Manama, w którym w 2015 roku zadebiutował w pierwszej lidze bahrajńskiej. W 2017 roku odszedł do Al-Najma SC. W sezonie 2017/2018 zdobył z nim Puchar Króla Bahrajnu. W 2018 odszedł do kuwejckiego Al-Nasr Ardiya.

## Kariera reprezentacyjna
W reprezentacji Bahrajnu Baqer zadebiutował 7 października 2016 w wygranym 3:1 towarzyskim meczu z Filipinami. W 2019 roku został powołany do kadry na Puchar Azji.